# Ферлонг, Вильгельмина
Вильгельмина Ферлонг (англ. Wilhelmina Furlong, полное имя Wilhelmina Weber Furlong; 1878—1962) — американская художница и педагог немецкого происхождения.
Среди первых авангардных элитных художников-модернистов Америки выделялась Вильгельмина Ферлонг, которая стала пионером современного импрессионистского и экспрессионистского натюрморта на рубеже американского модернистского движения двадцатого века. Её называли первой женщиной художницей-модернистом в американском модернизме.

## Биография
Родилась 24 ноября 1878 года в Сент-Луисе.
Окончила Лигу студентов-художников Нью-Йорка. Её долгая активная художественная карьера длилась с 1892 по 1962 год — в течение этого времени она процветала как художница-модернистка, работая в Сент-Луисе, Мехико, Нью-Йорке и Париже.
Начиная с 1892 года Вильгельмина Ферлонг обучалась у таких известных художников, как Эмиль Карлсен, Уильям Меррит Чейз и Эдмунд Вюрпель из Школы изящных искусств Сент-Луиса. С 1897 по 1906 год она находилась в Париже, где посещала Осенний салон в течение трех лет и познакомилась с Пабло Пикассо, Полем Сезаном и другими художниками, которые выставлялись в Парижском салоне. С 1906 по 1913 год Ферлонг работала в Мехико, затем переехала в Нью-Йорк — там жила и работала до 1947 года. Проживая в Нью-Йорке, она работала в небольших местечках — Гленс-Фолс и Нью-Болтон, где с 1952 по 1962 год она принимала коллег-художников в художественной колонии Golden Heart Farm (создана Вильгельминой и её мужем — художником Томасом Ферлонгом).
В Америке круг друзей и знакомых Вильгельмины Ферлонг включал многих известных художников. Будучи выпускницей Лиги студентов-художников, в 1913 году она начала играть серьёзную роль в художественной жизни Нью-Йорка, работая в Лиге студентов-художников в качестве секретаря-казначея и члена контрольного совета. Она преподавала живопись в Нью-Йорке более 56 лет, сотрудничала с Whitney Studio Club (ныне Музей американского искусства Уитни) в годы становления этой организации в Нью-Йорке. Часто выставлялась в Лиге студентов-художников.
Умерла 25 мая 1962 года в Гленс-Фолсе.